# Mikrocodides chlaena
Mikrocodides chlaena är en hjuldjursart som först beskrevs av Gosse 1886.  Mikrocodides chlaena ingår i släktet Mikrocodides och familjen Epiphanidae. Arten är reproducerande i Sverige. Inga underarter finns listade i Catalogue of Life.